# Héctor Marino Meléndez
Héctor Marino Meléndez (Antofagasta) fue un contador, periodista y político chileno, miembro del Partido Radical (PR).
Entre sus actividades como periodista, fue director de periódicos humorísticos y colaborador de la revista Topaze. También fue bombero, siendo miembro del Cuerpo de Bomberos de Antofagasta y llegando a obtener el grado de capitán. En esa institución le cupo una destacada actuación el 6 de febrero de 1906 en una huelga de obreros ferroviarios, instancia en donde ocurrió un incendio de bastas dimensiones.

## Carrera política
Militante del Partido Radical (PR), fue elegido como regidor de Antofagasta durante dos periodos consecutivos entre 1915 y 1921.
El 3 de julio de 1927, en unas elecciones parlamentarias complementarias, fue elegido como diputado por la 2ª Circunscripción Departamental (correspondiente a los departamentos de Tocopilla, El Loa, Antofagasta y Taltal), para finalizar el período legislativo 1926-1930. Reemplazó a Leonardo Guzmán Cortés, por haberse declarado la vacancia del cargo debido a que se ausentó del país por más de 30 días y sin permiso. Durante su gestión fue diputado reemplazante en las Comisiones de Presupuestos y Decretos Objetados y en la de Industria y Comercio.
En las elecciones parlamentarias de 1930 (llamado Congreso Termal), fue reelegido como diputado por la misma agrupación departamental, por el periodo 1930-1934. En esa oportunidad integró la Comisión de Presupuestos y Decretos Objetados. Sin embargo no logró finalizar su periodo parlamentario debido a que el Congreso Nacional fue disuelto tras el golpe de Estado del 4 de junio de 1932 que derrocó al gobierno del radical Juan Esteban Montero.